# Antonia Vega
Antonia Vega es una deportista española que compitió en taekwondo. Ganó una medalla de bronce en el Campeonato Mundial de Taekwondo de 1989 en la categoría de –70 kg.

## Palmarés internacional
| Campeonato Mundial | Campeonato Mundial   | Campeonato Mundial | Campeonato Mundial |
| Año                | Lugar                | Medalla            | Categoría          |
| ------------------ | -------------------- | ------------------ | ------------------ |
| 1989               | Seúl (Corea del Sur) | Medalla de bronce  | –70 kg             |